# Lista de episódios de The Country Mouse and the City Mouse Adventures
Esta é uma lista de episódios da série The Country Mouse and the City Mouse Adventures, conhecida no Brasil como Os Camundongos Aventureiros e em Portugal como Rato do Campo e Rato da Cidade.

## Primeira temporada (1998)
| Num | Título Brasileiro                                       | Localização                |
| --- | ------------------------------------------------------- | -------------------------- |
| 1   | O Rato Touchê                                           | França                     |
| 2   | O Diamante Desaparecido                                 | Reino Unido                |
| 3   | O Camundongo Compositor                                 | Alemanha                   |
| 4   | Esses Camundongos Maravilhosos e Suas Máquinas Voadoras | Inglaterra e França        |
| 5   | O Ladrão de Bancos                                      | Califórnia, Estados Unidos |
| 6   | Pegando o Tigre pelo Rabo                               | Índia                      |
| 7   | O Camundongotauro                                       | Grécia                     |
| 8   | Uma Aventura no Expresso do Oriente                     | Itália                     |
| 9   | O Chocolate Suíço                                       | Suíça                      |
| 10  | Camundongo no Gelo                                      | Canadá                     |
| 11  | Yeti - O Homem das Neves                                | Tibete                     |
| 12  | A Grande Caça ao Tesouro                                | México                     |
| 13  | O Camundongo Imperial da China                          | China                      |
| 14  | Uma Visita ao Japão                                     | Japão                      |
| 15  | Camundongovites                                         | Rússia                     |
| 16  | Camundongos Vaudeville                                  | Nova York, Estados Unidos  |
| 17  | Uma Aventura na Austrália                               | Austrália                  |
| 18  | O Voo do Zeppelin                                       | Alemanha                   |
| 19  | O Mistério da Tumba do Faraó Camundongo                 | Egito                      |
| 20  | O Fantasma do Castelo Mackenzie                         | Escócia                    |
| 21  | Uma Aventura com Piratas                                | Galápagos                  |
| 22  | A Montanha de Diamantes                                 | África                     |
| 23  | Água no Deserto                                         | Iraque                     |
| 24  | Camundongos em Klondike                                 | Canadá                     |
| 25  | Tudo que Quero para o Natal                             | Finlândia                  |
| 26  | Os Camundongos Matadores                                | Espanha                    |

## Segunda temporada (1999)
| Num | Título Brasileiro                 | Localização                   |
| --- | --------------------------------- | ----------------------------- |
| 27  | A Corrida De Bicicleta            | França                        |
| 28  | Balé Camundongo                   | Rússia                        |
| 29  | Camundongo Na Lua Maia            | México                        |
| 30  | Almondêgas Camundongas            | Itália                        |
| 31  | Camundongos Na Floresta           | República do Congo            |
| 32  | Camundongos Elegantes             | Oceano Atlântico              |
| 33  | Camundongos Marconi               | Terra Nova e Labrador, Canadá |
| 34  | Camundongos Cinematográficos      | França                        |
| 35  | Camundongos Sherlock              | Reino Unido                   |
| 36  | Camundongos e o Ouro Maciço       | Indonésia                     |
| 37  | Camundongos No Panamá             | Panamá                        |
| 38  | Três Camundongos e Você Está Fora | Massachusetts, Estados Unidos |
| 39  | Camundongos No Velho Oeste        | Nova York, Estados Unidos     |

## Terceira temporada (1999)
| Num | Título Brasileiro                     | Localização                       |
| --- | ------------------------------------- | --------------------------------- |
| 40  | Camundongos na Casa Branca            | Washington, D.C., Estados Unidos  |
| 41  | Camundongo Houdini                    | Hungria                           |
| 42  | O Grande Queijo                       | Holanda                           |
| 43  | Camundongos na Grande Feira           | St. Louis, Estados Unidos         |
| 44  | Camundongos de Hong Kong              | Hong Kong                         |
| 45  | Confusão nas Alturas                  | Carolina do Norte, Estados Unidos |
| 46  | Camundongos Siameses                  | Tailândia                         |
| 47  | A Votação                             | Nova Zelândia                     |
| 48  | Quando Camundongos Irlandeses Sorriem | Irlanda                           |
| 49  | Camundongos e o Ursinho de Pelúcia    | Alemanha                          |
| 50  | Olimpíadas Camundongas                | Grécia                            |
| 51  | Camundongos no Pólo Norte             | Canadá                            |
| 52  | O Mascarado de Trinidad               | Trinidad e Tobago                 |